# Симон I Великий
Симон I Великий (1537—1603) — царь Картли (1556—1569, 1578—1600). Старший сын Луарсаба I и Тамары, дочери царя Имерети Баграта III. Из династии Багратионов.

## Восшествие на престол
В битве при Гариси в 1556 году смертельно раненый царь Луарсаб I назначил Симона предводителем армии. Молодой наследник проявил себя как отважный полководец, наголову разгромив кызылбашей. Однако, при восшествии на царство Симона I, Тбилиси был занят кызылбашами, и резиденция царя была перенесена в Гори.
В 1556—59 годах Симон I восстанавливал неоккупированную часть страны, а затем приступил к последовательному освобождению Картли от кызылбашей.
В 1559 году подписал договор в Кахетинским царством, что было ознаменовано женитьбой Симона I на Нестан-Дареджан, дочери царя Кахети Левана. В 1560—1561 годах Симон пытался освободить Тбилиси, но в апреле 1561 года потерпел поражение в битве при Цихедиди. В бою погиб кахетинский царевич Георгий, добровольно присоединившийся к армии картлийского царя.
В 1562 году брат Симона I — Давид принял ислам (с именем Дауд-хан) и перешёл на службу иранскому шаху. Шах отправил Дауд-хана с войском в Картли. В 1567 году при Дигоми и в 1569 году при Самадло Симон I разгромил войска Дауд-хана. В 1569 году в битве при Парцхиси (Алгетское ущелье), преследуя отступающих персов и кызылбашей, был пленен. До 1578 года провёл в плену в Иране, заточённый в крепости Аламаут (Аламут). Шах возвёл на престол Картли Дауд-хана. Симона принуждали принять ислам кызылбашского толка, — но царь не изменил православной вере.

## Партизанская война против персов и османов

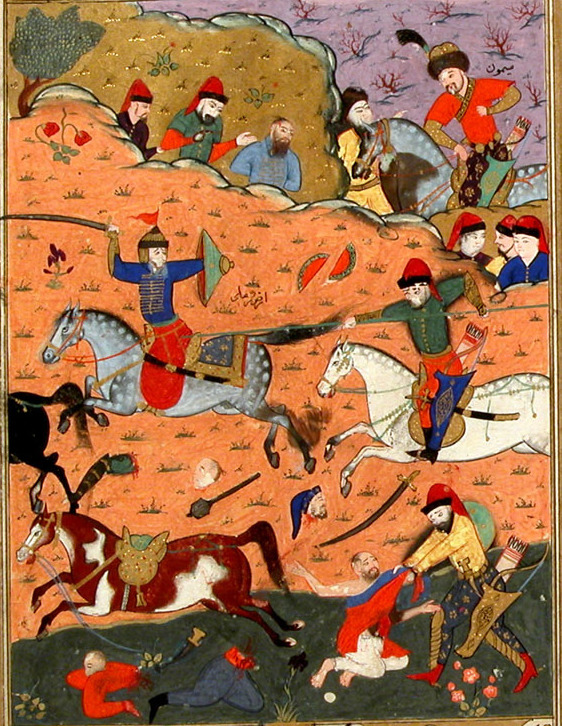
Нападение Симона (изображён в правом верхнем углу) на османский отряд. Прижизненная миниатюра.

После начала ирано-турецкой войны года 1578 шах освободил Симона и назначил его царем Картли, занятой турками. По возвращении Симон начал партизанскую войну. Скоро были освобождены Лоре, Гори и другие крепости. В 1579 году войска Симона окружили Тбилиси. Главной задачей османов было снабжение гарнизона провизией, но Симон I неоднократно разбивал идущие на помощь осаждённым отряды. В то же время была освобождена захваченная турками Сатабаго.
Летом 1580 года султан сместил предводителя войска Лала-пашу и назначил Синан-пашу, хотя и он не смог подчинить себе Симона I. В 1582 году Симон заключил союз с Манучаром II Джакели. В том же году в битве при Мухрани ими было разбито войско султана.
В 1584 году султан отправил в Картли нового полководца Ферхад-пашу. В 1587 году тот смог вернуть контроль над Самцхе-Сатабаго. В конце 80-х годов все Закавказье было захвачено Османской империей.
В 1588 году Симон I договорился с османами: за дань Османская империя признавала его царём Картли. По ирано-турецкому договору 1590 года вся территория Грузии перешла в сферу влияния Османской империи.
Кроме того, Симон I боролся за воссоединение страны. В 1580-е годы в Западной Грузии происходили внутрифеодальные столкновения. В 1588 году в битве при Гопанто было разбило войско царя Имерети Левана, но влияние Османской империи помешало укрепить победу, и царь Леван вернул себе трон.
В 1590 году Симон вновь захватил Имерети, взял Кутаиси, но удержать не смог. В следующем походе взял Кутаиси, Квара, Сканде, Кацхи, но в битве при Опшквити потерпел поражение.

## Пленение и смерть
В 1595 году Иран, Картли и Кахети объединились против Османской империи. В 1598 году Симон осадил и в 1599 году взял крепость Гори. В то же время происходит антиосманское восстание в Самцхе-Сатабаго. Султан отправляет войско во главе с Джафар-пашой. В сражении у селения Нахидури (1599) Симон I был пленён и отправлен в Стамбул в тюрьму Едикуле («Семь башен», «Семибашенная крепость»). В связи с этим султан издал указ о праздновании события: «от Марокко до Каспия, от Кавказа до Персидского залива, во всех городах вывесить ковры и три дня праздновать пленение царя Симона I».
За освобождение царя была отправлена вся сокровищница Картлийского царства. Султан принял дар — и взамен вернул грузинам тело Симона.
Симон I был похоронен в Светицховели рядом с отцом.

## Семья
был женат на Нестан-Дареджан, дочери царя Кахети Левана, в этом браке родились:
- Георгий X, царь Картли.
- Луарсаб, царевич.
- Элена, царевна, была замужем за атабагом Самцхе Манучаром II Джакели
- Александр, царевич.
- Вахтанг, царевич, был женат на дочери князя Давида Багратиони-Давитишвили[1], моурава Ахалдабы и Дирби[2]; от этого брака царевич Луарсаб, наследник престола Картлийского царства, убит в результате заговора придворной знати по наущению Теймураза I.
- Пахриджан-бегум, царевна, была замужем за царевичем Хамза-Мирзой, братом шаха Ирана Аббаса I